# Реймерсгольмсбрун
59°19′07″ пн. ш. 18°01′34″ сх. д. / 59.31851111° пн. ш. 18.02605278° сх. д.
Реймерсгольмсбрун (швед. Reimersholmsbron) —  міст у центрі Стокгольма, Швеція, сполучає острів Седермальм з островом Реймерсгольме.
Перший міст до Реймерсгольме, є на карті, датованій 1819 роком. 
Він був побудований генерал-лейтенантом Йоганом Августом Санделем під час підготовки до візиту Карла XIV. 
Нинішній міст був побудований в 1942–43 роках. 